# Ballıca
Ballıca (zazaisch Bolciye) ist ein Dorf im Landkreis Nazımiye der türkischen Provinz Tunceli. Ballıca liegt ca. 4  km östlich von Nazımiye. Der frühere Name Ballıcas lautet Bolciyan.
Im Jahre 2011 lebten in Ballıca 46 Menschen. Anfang der 1990er Jahre wohnten hier 247 Menschen.
Ballıca ist Geburtsort und Heimatdorf des ehemaligen CHP-Vorsitzenden und türkischen Oppositionsführers Kemal Kılıçdaroğlu. Im Jahre 1993 wurde die Dorfschule geschlossen. Im Jahre 2010 war die Bevölkerung überaltert. Das Dorf ist zweisprachig, es wird zazaisch und türkisch gesprochen und verstanden.